# Irland i olympiska sommarspelen 2004
Irland i olympiska sommarspelen 2004 bestod av 106 idrottare som blivit uttagna av Irlands olympiska kommitté.

## Boxning
| Idrottare | Gren       | Sextondelsfinaler    | Åttondelsfinaler         | Kvartsfinaler        | Semifinaler          | Final                | Final            |
| Idrottare | Gren       | Motståndare Resultat | Motståndare Resultat     | Motståndare Resultat | Motståndare Resultat | Motståndare Resultat | Placering        |
| --------- | ---------- | -------------------- | ------------------------ | -------------------- | -------------------- | -------------------- | ---------------- |
| Andy Lee  | Mellanvikt | Angulo (MEX) W 38-23 | N'Jikam (CMR) L 27-27(+) | Gick inte vidare     | Gick inte vidare     | Gick inte vidare     | Gick inte vidare |

## Cykling

### Mountainbike
| Idrottare      | Gren                  | Tid     | Placering |
| -------------- | --------------------- | ------- | --------- |
| Robin Seymour  | Herrarnas terränglopp | 2:28:32 | 30        |
| Jenny McCauley | Damernas terränglopp  | -1 Laps | 30        |

### Landsväg
Herrar
| Idrottare    | Gren                | Tid     | Placering |
| ------------ | ------------------- | ------- | --------- |
| Ciaran Power | Herrarnas linjelopp | 5:41:56 | 13        |
| Mark Scanlon | Herrarnas linjelopp | DNF     | x         |

## Friidrott
Herrar
Bana, maraton och gång
| Idrottare        | Gren              | Heat     | Heat      | Kvartsfinal      | Kvartsfinal      | Semifinal        | Semifinal        | Final            | Final            |
| Idrottare        | Gren              | Resultat | Placering | Resultat         | Placering        | Resultat         | Placering        | Resultat         | Placering        |
| ---------------- | ----------------- | -------- | --------- | ---------------- | ---------------- | ---------------- | ---------------- | ---------------- | ---------------- |
| Paul Brizzel     | 200 meter         | 21.00    | 6         | Gick inte vidare | Gick inte vidare | Gick inte vidare | Gick inte vidare | Gick inte vidare | Gick inte vidare |
| James Nolan      | 1 500 meter       | 3:41.14  | 8 q       | i.u.             | i.u.             | 3:42.61          | 9                | Gick inte vidare | Gick inte vidare |
| Alistair Cragg   | 5 000 meter       | 13:23.01 | 7 q       | i.u.             | i.u.             | i.u.             | i.u.             | 13:43.06         | 12               |
| Mark Carroll     | 5 000 meter       | 13:46.81 | 15        | i.u.             | i.u.             | i.u.             | i.u.             | Gick inte vidare | Gick inte vidare |
| Robert Heffernan | 20 kilometer gång | i.u.     | i.u.      | i.u.             | i.u.             | i.u.             | i.u.             | DSQ              | x                |

Fältgrenar och tiokamp
| Idrottare      | Gren     | Kval     | Kval      | Final            | Final            |
| Idrottare      | Gren     | Resultat | Placering | Resultat         | Placering        |
| -------------- | -------- | -------- | --------- | ---------------- | ---------------- |
| Adrian O'Dwyer | Höjdhopp | NM       | x         | Gick inte vidare | Gick inte vidare |

Damer
Bana, maraton och gång
| Idrottare        | Gren              | Heat     | Heat      | Kvartsfinal | Kvartsfinal | Semifinal        | Semifinal        | Final            | Final            |
| Idrottare        | Gren              | Resultat | Placering | Resultat    | Placering   | Resultat         | Placering        | Resultat         | Placering        |
| ---------------- | ----------------- | -------- | --------- | ----------- | ----------- | ---------------- | ---------------- | ---------------- | ---------------- |
| Alistair Cragg   | 5 000 meter       | 15:57.42 | 15        | i.u.        | i.u.        | i.u.             | i.u.             | Gick inte vidare | Gick inte vidare |
| Sonia O'Sullivan | 5 000 meter       | 14:59.61 | 7 q       | i.u.        | i.u.        | i.u.             | i.u.             | 16:20.90         | 14               |
| Marie Davenport  | 10 000 meter      | i.u.     | i.u.      | i.u.        | i.u.        | i.u.             | i.u.             | 31:50.49         | 14               |
| Derval O'Rourke  | 100 meter häck    | 13.46    | 7         | i.u.        | i.u.        | Gick inte vidare | Gick inte vidare | Gick inte vidare | Gick inte vidare |
| Olive Loughnane  | 20 kilometer gång | i.u.     | i.u.      | i.u.        | i.u.        | i.u.             | i.u.             | DNF              | x                |

## Kanotsport
Slalom
| Idrottare             | Gren                 | Heat   | Heat      | Semifinal        | Semifinal        | Final            | Final            | Placering        |
| Idrottare             | Gren                 | Poäng  | Placering | Poäng            | Placering        | Poäng            | Totalt           | Placering        |
| --------------------- | -------------------- | ------ | --------- | ---------------- | ---------------- | ---------------- | ---------------- | ---------------- |
| Eoin Rheinisch        | Herrarnas K-1 slalom | 204.06 | 21        | Gick inte vidare | Gick inte vidare | Gick inte vidare | Gick inte vidare | Gick inte vidare |
| Eadaoin Ní Challarain | Damernas K-1 slalom  | 240.75 | 15 Q      | 116.95           | 11               | Gick inte vidare | Gick inte vidare | Gick inte vidare |

## Ridsport

### Dressyr
| Idrottare      | Häst      | Gren                | Grand Prix | Grand Prix | Grand Prix Special | Grand Prix Special | Grand Prix Fristil | Grand Prix Fristil | Totalt           | Totalt           |
| Idrottare      | Häst      | Gren                | Poäng      | Placering  | Poäng              | Placering          | Poäng              | Placering          | Poäng            | Placering        |
| -------------- | --------- | ------------------- | ---------- | ---------- | ------------------ | ------------------ | ------------------ | ------------------ | ---------------- | ---------------- |
| Heike Holstein | Welt Adel | Individuell dressyr | 60,417     | 50         | Gick inte vidare   | Gick inte vidare   | Gick inte vidare   | Gick inte vidare   | Gick inte vidare | Gick inte vidare |

### Fälttävlan
| Ryttare                                                           | Häst               | Gren                    | Dressyr | Dressyr   | Terräng | Terräng  | Terräng   | Hoppning | Hoppning | Hoppning  | Hoppning         | Hoppning         | Hoppning         | Totalt | Totalt    |
| Ryttare                                                           | Häst               | Gren                    | Dressyr | Dressyr   | Terräng | Terräng  | Terräng   | Kval     | Kval     | Kval      | Final            | Final            | Final            | Totalt | Totalt    |
| Ryttare                                                           | Häst               | Gren                    | Straff  | Placering | Straff  | Totalt   | Placering | Straff   | Totalt   | Placering | Straff           | Totalt           | Placering        | Straff | Placering |
| ----------------------------------------------------------------- | ------------------ | ----------------------- | ------- | --------- | ------- | -------- | --------- | -------- | -------- | --------- | ---------------- | ---------------- | ---------------- | ------ | --------- |
| Edmond Gibney                                                     | King's Highway     | Individuell fälttävlan  | 68,00 # | 64        | 80,60 # | 148,60 # | 65        | 4,00     | 152,60 # | 62        | Gick inte vidare | Gick inte vidare | Gick inte vidare | 152,60 | 62        |
| Niall Griffin                                                     | Sinead Cody        | Individuell fälttävlan  | 58,40   | 40        | 4,80    | 63,20    | 30        | 10,00 #  | 73,20    | 30 Q      | 10,00            | 83,20            | 23               | 83,20  | 23        |
| Sasha Harrison                                                    | All Love du Fenaud | Individuell fälttävlan  | 52,80   | 31        | 41,60 # | 94,40 #  | 56        | 8,00     | 102,40 # | 49        | Gick inte vidare | Gick inte vidare | Gick inte vidare | 102,40 | 49        |
| Mark Kyle                                                         | Drunken Disorderly | Individuell fälttävlan  | 63,00 # | 50        | 0,00    | 63,00    | =28       | 4,00     | 67,00    | =23 Q     | 8,00             | 75,00            | 21               | 75,00  | 21        |
| Susan Shortt                                                      | Just Beauty Queen  | Individuell fälttävlan  | 58,80   | 41        | 6,00    | 64,80    | 32        | 12,00 #  | 76,80    | 32        | Gick inte vidare | Gick inte vidare | Gick inte vidare | 76,80  | 32        |
| Edmond Gibney Niall Griffin Sasha Harrison Mark Kyle Susan Shortt | Se ovan            | Lagtävling i fälttävlan | 170,00  | 9         | 10,80   | 191,00   | 7         | 16,00    | 217,00   | 8         | i.u.             | i.u.             | i.u.             | 217,00 | 8         |

### Hoppning
| Ryttare                                                    | Häst                | Gren                  | Kval     | Kval      | Kval     | Kval     | Kval      | Kval             | Kval             | Kval             | Final            | Final            | Final            | Final            | Final            | Totalt           | Totalt           |
| Ryttare                                                    | Häst                | Gren                  | Omgång 1 | Omgång 1  | Omgång 2 | Omgång 2 | Omgång 2  | Omgång 3         | Omgång 3         | Omgång 3         | Omgång A         | Omgång A         | Omgång B         | Omgång B         | Omgång B         | Totalt           | Totalt           |
| Ryttare                                                    | Häst                | Gren                  | Straff   | Placering | Straff   | Totalt   | Placering | Straff           | Totalt           | Placering        | Straff           | Placering        | Straff           | Totalt           | Placering        | Straff           | Placering        |
| ---------------------------------------------------------- | ------------------- | --------------------- | -------- | --------- | -------- | -------- | --------- | ---------------- | ---------------- | ---------------- | ---------------- | ---------------- | ---------------- | ---------------- | ---------------- | ---------------- | ---------------- |
| Kevin Babington                                            | Carling King        | Individuell hoppning  | 2        | 17        | 1        | 3        | 4 Q       | 5                | 8                | =5 Q             | 8                | =12 Q            | 4                | 12               | =5               | 12               | =5               |
| Marion Hughes                                              | Fortunus            | Individuell hoppning  | 6        | =42       | Gav upp  | Gav upp  | Gav upp   | Gick inte vidare | Gick inte vidare | Gick inte vidare | Gick inte vidare | Gick inte vidare | Gick inte vidare | Gick inte vidare | Gick inte vidare | Gick inte vidare | Gick inte vidare |
| Jessica Kürten                                             | Castle Forbes Maike | Individuell hoppning  | 4        | =19       | 9        | 13       | =33 Q     | 0                | 13               | 17 Q             | 0                | =1 Q             | 21               | 21               | =19              | 21               | =19              |
| Cian O'Connor                                              | Waterford Crystal   | Individuell hoppning  | 1        | =11       | 12       | 13       | =33 Q     | 9                | 22               | 36 Q             | 4                | =4 Q             | 0                | 4                | 1                | 4                | DSQ*             |
| Kevin Babington Marion Hughes Jessica Kürten Cian O'Connor | Se ovan             | Lagtävling i hoppning | i.u.     | i.u.      | i.u.     | i.u.     | i.u.      | i.u.             | i.u.             | i.u.             | 22               | 10 Q             | 14               | 36               | 7                | 36               | DSQ              |

## Rodd
Herrar
| Idrottare                                                   | Gren                        | Heat    | Heat      | Återkval | Återkval  | Semifinal | Semifinal | Final   | Final     | Final |
| Idrottare                                                   | Gren                        | Tid     | Placering | Tid      | Placering | Tid       | Placering | Tid     | Placering |       |
| ----------------------------------------------------------- | --------------------------- | ------- | --------- | -------- | --------- | --------- | --------- | ------- | --------- | ----- |
| Sam Lynch Gearoid Towey                                     | Lättvikts-dubbelsculler     | 6:16,63 | 1 SA/B    | BYE      | BYE       | 6:19,09   | 4 FB      | 6:49,26 | 10        |       |
| Richard Archibald Eugene Coakley Niall O'Toole Paul Griffin | Lättvikts-fyra utan styrman | 5:52,54 | 2 SA/B    | BYE      | BYE       | 5:58,89   | 3 FA      | 6:09,33 | 6         |       |

## Segling
Herrar
| Seglare                        | Gren      | Lopp | Lopp | Lopp | Lopp | Lopp | Lopp | Lopp | Lopp | Lopp | Lopp | Lopp | Summerad poäng | Finalplacering |
| Seglare                        | Gren      | 1    | 2    | 3    | 4    | 5    | 6    | 7    | 8    | 9    | 10   | M*   | Summerad poäng | Finalplacering |
| ------------------------------ | --------- | ---- | ---- | ---- | ---- | ---- | ---- | ---- | ---- | ---- | ---- | ---- | -------------- | -------------- |
| David Burrows                  | Finnjolle | 17   | 14   | 9    | 3    | 18   | 2    | OCS  | 10   | 11   | 10   | 22   | 116            | 12             |
| Ross Killian Ger Owens         | 470       | 11   | 14   | 16   | 14   | 14   | 14   | 19   | 16   | 4    | 16   | 10   | 129            | 16             |
| Killian Collins Mark Mansfield | Starbåt   | 11   | 15   | 11   | 13   | 13   | 15   | 17   | 9    | 10   | 13   | 15   | 125            | 17             |

M = Medaljlopp; EL = Eliminerad – gick inte vidare till medaljloppet;
Damer
| Seglare       | Gren        | Lopp | Lopp | Lopp | Lopp | Lopp | Lopp | Lopp | Lopp | Lopp | Lopp | Lopp | Summerad poäng | Finalplacering |
| Seglare       | Gren        | 1    | 2    | 3    | 4    | 5    | 6    | 7    | 8    | 9    | 10   | M*   | Summerad poäng | Finalplacering |
| ------------- | ----------- | ---- | ---- | ---- | ---- | ---- | ---- | ---- | ---- | ---- | ---- | ---- | -------------- | -------------- |
| Maria Coleman | Europajolle | 18   | 12   | 12   | 20   | 18   | 15   | 22   | 19   | 19   | 13   | 1    | 147            | 18             |

M = Medaljlopp; EL = Eliminerad – gick inte vidare till medaljloppet;
Öppen
| Seglare                      | Gren  | Lopp | Lopp | Lopp | Lopp | Lopp | Lopp | Lopp | Lopp | Lopp | Lopp | Lopp | Lopp | Lopp | Lopp | Lopp | Lopp | Summerad poäng | Finalplacering |
| Seglare                      | Gren  | 1    | 2    | 3    | 4    | 5    | 6    | 7    | 8    | 9    | 10   | 11   | 12   | 13   | 14   | 15   | M*   | Summerad poäng | Finalplacering |
| ---------------------------- | ----- | ---- | ---- | ---- | ---- | ---- | ---- | ---- | ---- | ---- | ---- | ---- | ---- | ---- | ---- | ---- | ---- | -------------- | -------------- |
| Rory Fitzpatrick             | Laser | 33   | 26   | 38   | 31   | 26   | 22   | 27   | 26   | 24   | 11   | i.u. | i.u. | i.u. | i.u. | i.u. | 22   | 248            | 30             |
| Fraser Brown Tom Fitzpatrick | 49er  | 10   | 16   | 10   | 4    | 12   | 5    | 17   | 2    | 17   | 16   | 14   | 14   | DSQ  | 7    | 13   | 12   | 152            | 16             |

M = Medaljlopp; EL = Eliminerad – gick inte vidare till medaljloppet;